# Andrea Domesle
Andrea Domesle (* 9. September 1969 in Heilbronn) ist eine deutsche Kunsthistorikerin, Germanistin, Kunstkritikerin, Dozentin, Kulturmanagerin und Kuratorin zur Kunst des 19.–21. Jahrhunderts.

## Werdegang
Andrea Domesle studierte Kunstgeschichte, Neuere deutsche Literatur, Philosophie sowie Mediävistik an der Ludwig-Maximilians-Universität in München, an der Universität Paris-Sorbonne (Paris IV), der Universität Basel und der Albert-Ludwigs-Universität in Freiburg. Dort hat sie im Dezember 1995 mit dem Thema Leucht-Schrift-Kunst  promoviert. 2004 schloss sie mit der Thesis zu Why A Mission Statement? Untersuchung anhand des Ausstellungs- und Vermittlungsprogramms sowie der Sammlungspolitik von drei Museen in Österreich den postgradualen Lehrgang  ECM – Exhibition and Cultural Communication Management an der Universität für Angewandte Kunst Wien ab.
Während ihres Studiums arbeitete sie als freie Mitarbeiterin für die Heilbronner Stimme, Badische Zeitung, Frankfurter Allgemeine Zeitung und Neue Zürcher Zeitung und wurde Mitglied im Kunstkritikerverband AICA. Weiterhin ist sie für das Kunstbulletin und artmagazine.cc tätig.
Nach dem Studium arbeitete sie als wissenschaftliche Mitarbeiterin in der Städtischen Kunsthalle Mannheim, dem Kunstmuseum Basel, dem Museum der Moderne Salzburg, den Staatlichen Museen zu Berlin, wo sie in dem Grossprojekt Das XX. Jahrhundert. Ein Jahrhundert Kunst in Deutschland, Videokunst, Joseph Beuys und Netzkunst-Manifeste präsentierte. 2001 und 2002 war sie Chefredakteurin und Mitherausgebern von EIKON – Zeitschrift für Photographie und Medienkunst Wien. 2001–2003 leitete sie die Galerie der Brotfabrik Berlin, hat das Programm, das zuvor auf mitteleuropäische Fotografie spezialisiert war, internationalisiert, wodurch die Aufnahme in den ADKV gelang. Einzelausstellungen waren u. a. Lucinda Devlin, Bernhard Fuchs, Chantal Michel, Ken Lum, Walter Niedermayr, Simone Nieweg und Rubén Ortiz Torres gewidmet. Für das Bundesministerium für Europa, Integration und Äußeres konzipierte sie die Ausstellung Die Heimat ist um die Ecke. Blick auf Österreich heute, die 2004–2008 in Europa auf Tournee war.
Ihr Konzept Failed Hope – New Romanticism in Contemporary Photography in Germany wurde vom Photomonth in Krakau aus einem Wettbewerb nominiert und als Beitrag zum Gastland Deutschland im The Goetz Palace, Old Okocim Brewery 2007 gezeigt. Adam Leczcynski würdigte sie als beste Ausstellung des Festivals in der Gazeta Wyboncza.
2009–2010 wirkte Andrea Domesle als künstlerische Leiterin der Kunsthalle Palazzo in Liestal/Baselbiet. Hier inszenierte sie als neues Format den künstlerischen Dialog zwischen Renée Levi und Karen Geyer, welcher von der Publikation einer LP begleitet wurde.
2013 initiierte sie das Kunst-im-öffentlichen-Raum Projekt  videocity.bs in Basel, das sie seitdem jährlich mit Pro Innerstadt Basel als Hauptkooperationspartner durchführt.
Seit 1997 kuratiert sie Ausstellungen in Europa, Asien und Amerika und arbeitet seit 2007 als Dozentin für Kunstgeschichte, Curatorial studies und Creative writing, u. a. an der Jan-Evangelista-Purkyně-University in Ústí nad Labem, am Kunstgeschichtlichen Institut der Albert-Ludwigs-Universität Freiburg i. Br., der Universität Basel und der Haute école des arts du Rhin, Mulhouse-Strasbourg.
Sie lebt in Basel und im Weinviertel.

## Kuratorische Methode
Sie hat Harald Szeemanns Methode der Feldrecherche in länderübergreifende Zusammenarbeit, die Sichtweise einer Person in multiperspektivische Standpunkte überführt. Sie initiierte allein oder mit dem Direktor des Kultur Forum in Dresden Frank Eckhardt, dem Künstler Martin Krenn (Wien), dem Michal Koleček (Ústí nad Labem) oder dem Philosoph Walter Seidl (Wien) Wanderausstellungen zu gesellschaftlich relevanten Fragen und zur Relevanz von Geschichte. Die Ausstellungen wandeln sich stetig von Station zu Station, weitere Ko-Kuratoren und Künstler werden beteiligt, das Thema wird ortsspezifisch kontextualisiert, verschiedene künstlerische Szenen werden verbunden, Austausch und künstlerische Produktion angeregt.
Die Kunstprojekte von Andrea Domesle besitzen eine soziale Dimension. Sie bieten Möglichkeiten des Interagieren, um verschiedene Standpunkte zu integrieren. Aktivitäten von Andrea Domesle gehören zu den Anfängen von Ausstellungsexperimenten, die seitens von Kunsthistorikern durchgeführt wurden. 2004 bis 2008 war sie Teil von ROOMER’s SIGHT, eine Gruppe, die in Deutschland und Österreich aktiv war. Diese Gruppe entwickelte die Theorie einer "offenen Ausstellung" und regte zum Rollentausch zwischen Künstler, Kurator, Vermittler und Publikum an. Die experimentellen Erfahrungen führt Andrea Domesle in der Trinationalen Metropolregion Oberrhein für den Kaskadenkondensator Basel fort. Mit Sophie Kauffenstein, Direktorin von Accélérateur de particules, Strasbourg, initiierte sie Kompetenzverschiebungen / Déplacement de Compétences, ein jährlich stattfindendes, mehrteiliges Austausch-, Recherche- und Ausstellungsprojekt. Der Kunstverein Freiburg kam mit seiner damaligen Direktorin Caroline Käding 2012 hinzu. 2013 bis 2015 folgte das von den drei Kuratorinnen konzipierte Projekt Grenzgänger / Passe frontières.

## Kuratierte Ausstellungstourneen (Auswahl)
- 2014–2018 Notes on the beginning of the short 20th century / Anmerkungen zum Beginn des kurzen 20. Jahrhunderts, kuratiert mit Frank Eckhardt für die Motorenhalle Dresden, Faculty of Art and Design Jan-Evangelista-Purkyně-University / Emil Fila Gallery, Ústí nad Labem, freiraum International Museumsquartier Wien, National Center for Contemporary Art, Kaliningrad, Artist House, Tel Aviv
- 2010–2012 Hidden Publics / Versteckte Öffentlichkeiten, kuratiert mit Dr. Walter Seidl, Wien für Kunsthalle Palazzo, Liestal, rotor Kunstverein, Graz, Skuc Gallery Ljubljana, Emil Filla Gallery und Faculty of Art and Design of Jan-Evangelista-Purkyně-University in Ústí nad Labem, Motorenhalle Dresden
- 2009–2010 The artist in the (art) society, kuratiert mit Prof. Dr. Michal Koleček und Frank Eckhardt für die Kunsthalle Palazzo, Liestal, Emil Filla Gallery und Faculty of Art and Design of Jan Evangelista Purkyně University in Ústí nad Labem und Motorenhalle Dresden (Titel hier Der Künstler in der (Kunst-)Gesellschaft)
- 2009–2010 Why do you resist?, kuratiert mit Prof. Dr. Michal Koleček für Faculty of Art and Design of Jan-Evangelista-Purkyně-University und Emil Fila Gallery, Ústí nad Labem und Forum Stadtpark Graz und ko-kuratiert mit Helen Hirsch für das Kunstmuseum Thun (Titel hier: Pièces de Resistance), Pia Hovi-Assad für das Pori Art Museum, Monika Szewczyk für Arsenal Gallery in Bialystok und Frank Eckhardt für die Motorenhalle Dresden (Titel hier: Stücke des Widerstands).
- 2007–2009 Anna Konik – Our Lady’s Forever, für die Zachęta Narodowa Galeria Sztuki, Warszawa, The Crawford Municipal Art Gallery, Cork, Galerie Eugen Lendl, Graz, Städtische Galerie Wolfsburg.
- 2004–2008 On the Tectonics of History / Zur Tektonik der Geschichte, kuratiert mit Martin Krenn für das Forum Stadtpark Graz, ko-kuratiert mit Aneta Sylak für das WYSPA Institute of Art, Gdańsk, Dr. Michal Koleček für das Center for Contemporary Central European Art (CCCEart) / Faculty of Art and Design of Jan-Evangelista-Purkyně-University in Ústí nad Labem und Frank Eckhardt für die Motorenhalle Dresden.

## Herausgeberschaft (Auswahl)
- mit Michal Koleček, Frank Eckhardt: Künstler in der (Kunst)Gesellschaft / Umělec v (umělecké) společnosti,  für riesa efau. Kultur Forum Dresden und Fakultät für Kunst und Design der Universität J. E. Purkyně Ústí nad Labem 2012, ISBN 978-3-9807388-2-8.
- mit Walter Seidl: Hidden Publics, Co-Herausgeber Frank Eckhardt für riesa efau Kultur Forum Dresden und Michal Koleček für Faculty of Art and Design at Jan Evangelista Purkyne University in Ústí nad Labem 2013, ISBN 978-3-9807388-4-2.
- LeviGeyer, edition Fink Zürich 2010, für Kunsthalle Palazzo, Liestal, ISBN 978-3-03746-144-0.
- mit Martin Krenn: On the Tectonics of History, Wien/Usti nad Labem 2009, ISBN 978-80-7414-114-0.
- mit Carl Aigner: Walter Niedermayr. Raumfolgen 1991–2001, Eikon Sonderdruck # 7, Wien 2001, ISBN 3-9501157-9-X.
- Leucht-Schrift-Kunst, Reimer Verlag, Berlin 1998, ISBN 978-3-496-01186-6.

## Schriften (Auswahl)
- Dan Flavin. in: Bernhard Mendes Bürgi, Nina Zimmer (Hrsg.): Kunstmuseum Basel. Die Meisterwerke. Hatje Cantz, Basel/Ostfildern 2011, ISBN 978-3-7204-0196-8, S. 274 f.
- Failed Hope – New Romanticism in Contemporary Photography in Germany / Zawiedzione Nadzieje – Nowy Romantyzm We Wspolcesnej Fotografii, in: Miesiac Fotografii W Krakowie 2007 / Photomonth in Krakow 2007, S. 42–76.
- Wozu ein Mission Statement? In: neues museum. die österreichische museumszeitschrift, ed. Österreichischer Museumsbund, 06/2, Mai 2006, S. 80–90.
- Wie kommt die Heimat ins Bild? in: Die Heimat ist um die Ecke. Blick auf Österreich heute von 14 mit Fotografie arbeitenden KünstlerInnen, hrsg. Museum d’Arte Contemporanea Vigo, Universität Salamanca, Vigo 2005, ISBN 84-7800-529-3, o. S.
- Zerstörung und Zukunft zugleich: „Blitzschlag mit Lichtschein auf Hirsch“. Eine Installation von Joseph Beuys. in: Nives Widauer (Hrsg.): „Meteoriten. Was von außen auf uns einstürzt“. Texte und Bilder im Schnittpunkt von Wissenschaft, Kunst und Literatur. Verlag Niggli, Zürich 2005, ISBN 3-7212-0534-0, S. 167–177.
- Zur Motivik des Symbolismus / The motif Repertoire of Symbolism. in: Intermezzo – Gustaf Klimt und Wien um 1900, ed. Agnes Husslein-Arco and Eleonora Louis, Museum der Moderne Salzburg Rupertinum, Salzburg 2004, S. 53–62.
- Ästhetik der Erholung / La ricreazione fiscia e spirituale nell’arte. in: Kunst und Kur / arte e benessere. hrsg. von kunst Meran im Haus der Sparkasse, Folio Verlag, Wien/Bozen 2001, ISBN 978-3-85256-198-1, S. 13–48.
- Joseph Beuys – der Weg durch die Sprache. in: Die Lesbarkeit der Kunst. Bücher – Manifeste – Dokumente, hrsg. Bernd Evers für Staatliche Museen zu Berlin – Preußischer Kulturbesitz/Kunstbibliothek Berlin, Nicolaische Verlagsbuchhandlung, Berlin 1999, ISBN 3-87584-873-X, S. 204–223.
- 1st Cyberfeminist International: 100 anti-thesis. in: ebd., S. 270–273.
- „Il grande enigma del vero“. Ein Vergleich zwischen Photographie und Zeichnung. in: Monika Wilmowsky (Hrsg.): Im Lande der Sehnsucht. Mit Bleistift und Kamera durch Italien. 1820 bis 1880. für die Kunsthalle Bremen und die Städtische Kunsthalle Mannheim, Bremen 1998, ISBN 978-3-89165-113-1, S. 27–33.
- Paris – eine Stadt als Akademie. Geburtsorte europäischer Avantgarden: Montmartre und Montparnasse. in: Manfred Fath (Hrsg.): Vom Licht zur Form. Schätze aus dem Petit Palais Genf. München/New York 1997, ISBN 978-3-7913-1841-7, S. 85–94.